# Frédéric Weis
Frédéric Weis (* 10. Juni 1977 in Thionville) ist ein ehemaliger französischer Basketballspieler.

## Karriere
Weis wurde an der Nachwuchsfördereinrichtung INSEP ausgebildet und begann seine Laufbahn als Profispieler bei CSP Limoges. Dort spielte er ab 1995. Er entwickelte sich bei Limoges zum Leistungsträger und steigerte seine Einsatzzeit in der französischen Liga auf seinen Höchstwert von knapp 32 Minuten pro Begegnung in der Saison 1998/99. Dabei erzielte er in diesem Spieljahr durchschnittlich 13,4 Punkten sowie 7,3 Rebounds je Begegnung, beides waren seine Bestleistungen in der Liga. In der Saison 1999/2000 gewann er mit Limoges unter Trainer Duško Ivanović die französische Meisterschaft, den Pokalbewerb sowie den europäischen Vereinsbewerb Korać-Cup.
Er wurde beim NBA-Draft 1999 von den New York Knicks an 15. Stelle in der ersten Runde ausgewählt, allerdings sollte es nie zu einem Engagement in der NBA kommen. Die Entscheidung für den Franzosen stieß bei Anhängern der New York Knicks auf Unverständnis, da Lokalmatador Ron Artest, der in Queens aufgewachsen war und für die St. John’s University gespielt hatte, zu diesem Zeitpunkt noch zu haben war. Artest wurde dann von den Chicago Bulls einen Platz später aufgerufen. Am 29. August wurden seine Rechte von den New York Knicks für Power Forward Patrick Ewing Jr. an die Houston Rockets abgegeben.
Weis spielte ab 2000 kurz für PAOK Thessaloniki in der griechischen Liga, dann bei Unicaja Málaga. Mit Málaga gewann er 2001 zum zweiten Mal in seiner Laufbahn den Korać-Cup. Von 2004 bis 2009 stand bei Iurbentia Bilbao ebenfalls in der spanischen Liga unter Vertrag. Am 28. Januar 2009 wurde er von Iurbentia Bilbao entlassen, da er aufgrund seiner gesundheitlichen Verfassung drei Spiele in Folge verpasst hatte, daraufhin unterschrieb er am 13. Februar bei ViveMenorca. Am Ende seiner Laufbahn, spielte er abermals in Limoges. Im März 2011 gab er sein Karriereende bekannt.
Anschließend war Weis zeitweise bei Übertragungen des Fernsehsenders SFR sowie beim Hörfunksender RMC Sport als Basketballexperte tätig. Er besaß eine Zeit lang vier Bäckereien und übernahm den Betrieb eines Tabakladens. 2021 war er während der Olympischen Spiele 2020 Mitarbeiter von Eurosport, im Januar 2022 wurde Weis Basketballexperte beim Sender BeIN Sports.

## „Le dunk de la mort“
Weis ist für eine Spielszene während des olympischen Basketballturniers am 25. September 2000 in Sydney bekannt: Der US-Amerikaner Vince Carter eroberte den Ball kurz vor der Mittellinie und zog unverzüglich zum gegnerischen Korb, vor dem sich Weis aufgebaut hatte. Anstatt jedoch abzubremsen, sprang Carter (1,98 m) über Weis (2,18 m) hinweg und stopfte den Ball per Dunking in den Korb. Die USA gewannen dieses Spiel 106:94 und die französische Presse nannte diese Aktions Carters „le dunk de la mort“ (deutsch „Der Todes-Dunk“).